# Црквена (Прњавор)
Црквена је насељено мјесто у општини Прњавор, Република Српска, БиХ. Према попису становништва из 1991. у насељу је живјело 721 становника.

## Становништво
| Националност       | 1991.        | 1981.        | 1971.        |
| Срби               | 720 (99,86%) | 905 (98,15%) | 929 (99,25%) |
| Југословени        |              | 7 (0,75%)    |              |
| Хрвати             |              |              | 2 (0,21%)    |
| остали и непознато | 1 (0,13%)    | 10 (1,08%)   | 5 (0,53%)    |
| Укупно             | 721          | 922          | 936          |